# Qalb Loze
Qalb Loze (àrab: قلب لوزة, Qalb Lawza, també escrit Qalb Lawzah o Qalb Lozeh) és un llogaret drus al nord-oest de Síria, administrativament dins del districte d'Idlib i situat a uns 35 km a l'oest d'Alep.
És a prop de la frontera amb Turquia i forma part d'una àrea coneguda com les Ciutats Mortes; d'acord amb el Siria Central Bureau of Statistics (CBS), Qalb Loze tenia una població de 1.290 habitants en el cens del 2004.
La ciutat és prou coneguda per la seua església del segle V i altres ruïnes romanes d'Orient de l'època. El nom Qalb Loze significa ‘Cor de l'ametla’. La majoria dels habitants treballa en l'agricultura i cultiven sobretot tabac i olives. Hi ha indústria local de cigarrets.

## Geografia
Qalb Loze queda a una altitud de 670 m en el districte d'Idlib, una regió muntanyenca en un massís calcari al nord de Síria, a pocs quilòmetres de la frontera amb Turquia. És a prop de Barisha i és accessible per la principal carretera Alep-Antaquia, per una carretera secundària que condueix al nord-est. Alguns llogarets propers en són Qurqania al sud, Kafr Dariyan a l'est i Kafr Takharim a l'oest.
L'àrea és ecològicament vulnerable a causa de la desertificació i l'alta altitud. Les oliveres creixen a la vall a sota del llogaret, on també n'hi ha altres conreus.

## Demografia
A mitjan dècada de 1960, hi havia prop de 150 habitants a Qalb Loze. Encara és un petit llogaret amb una població de 1.290 persones en el cens del 2004. Els habitants són membres de la comunitat drusa, així com altres 13 llogarets de la rodalia. Els habitants del llogaret són coneguts per la pell clara i el cabell ros.

## Església

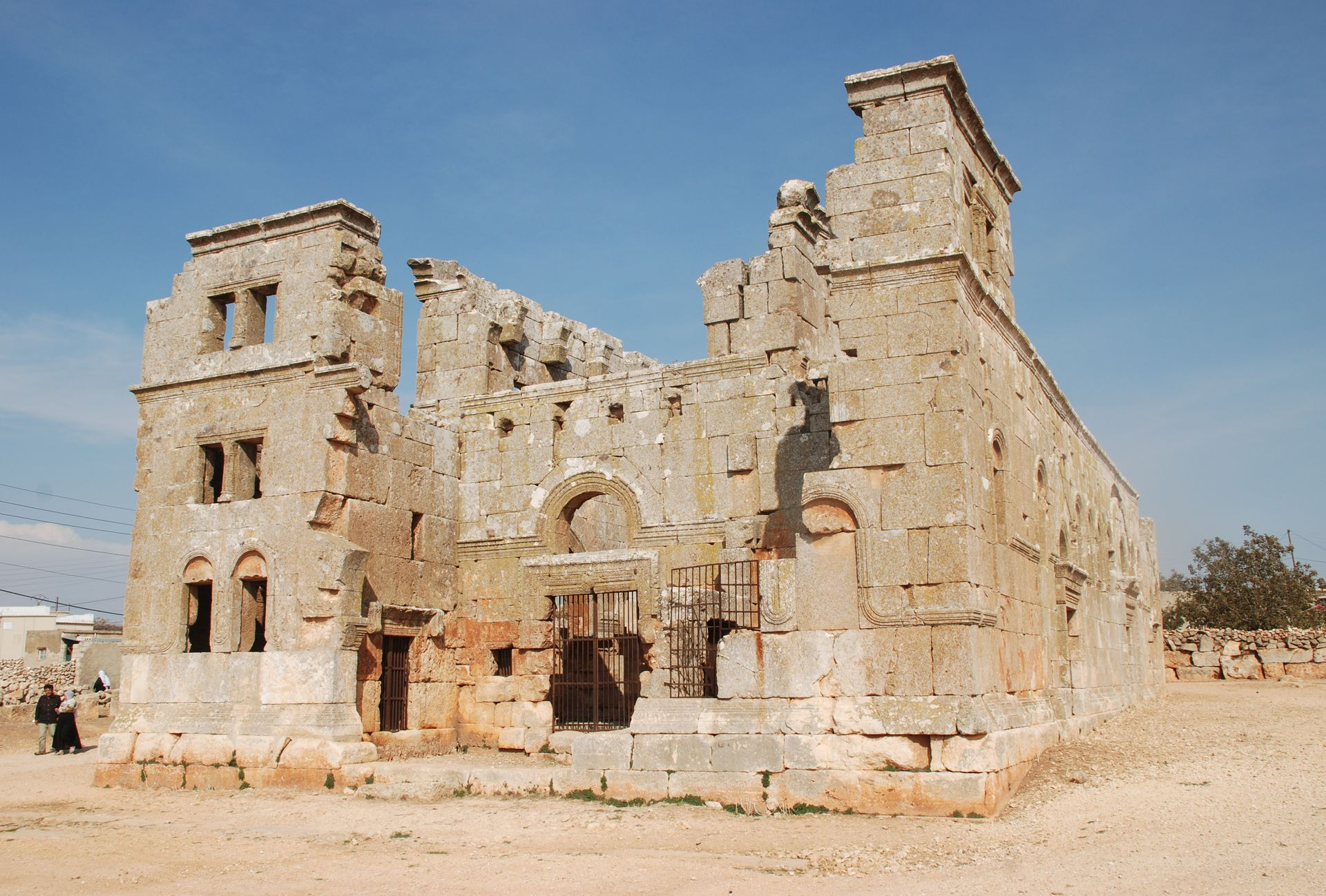
Ruïnes de la Basílica de Qalb Loze

L'església de Qalb Loze es remunta a l'any 460 i és una de les esglésies més ben preservades d'aquest període a la zona. És la primera gran basílica coneguda de Síria. Les columnes, que en l'arquitectura tradicional bizantina separen els corredors de la nau, van ser substituïdes per pilars i arcs creixents que creen la sensació d'un espai major. És molt semblant, en estil arquitectònic i artístic, a les grans esglésies preislàmiques síries d'El Anderin, Ruweha i Kerratin, a Turmanin, que poden haver estat construïdes pels mateixos grups d'artesans.
L'arqueòloga Gertrude Bell va descriure aquesta església com «el començament d'un nou capítol en l'arquitectura del món. La bellesa fina i simple del romànic va nàixer al nord de Síria.» Des de la visita de Gertrude Bell a la primeria dels anys 1900, la ciutat ha crescut, i l'església està ara envoltada de cases modernes.

## Patrimoni Mundial
El lloc ha estat inscrit per la UNESCO com a Patrimoni Mundial el 2011 formant part de la llista de «Llogarets antics del Nord de Síria».